# Aloja (Letland)
Aloja  er en mindre by i landsdelen Vidzeme i det nordlige Letland. Byen har 1.060 (2024) indbyggere og ligger i Limbaži kommune. Den fik byrettigheder i 1992. 
Byen er beliggende tæt på grænsen til nabolandet Estland. Før Letlands selvstændighed i 1918 var byen også kendt under sit tyske navn Allendorf.